# Кросневице (гмина)
Кросневице (пол. Krośniewice) — гмина (волость) в Польше, входит как административная единица в Кутновский повет, Лодзинское воеводство. Население — 9161 человек (2004).

## Соседние гмины
1. Гмина Ходув
2. Гмина Дашина
3. Гмина Домбровице
4. Гмина Кутно
5. Гмина Нове-Островы